# ¿Dónde está la casa de mi amigo?
¿Dónde está la casa de ni amigo? (en persa: خانه دوست کجاست‎, romanizado: Khane-ye dust kojast) es una película de aventuras dramática iraní escrita y dirigida por Abbas Kiarostami, y estrenada en 1987. Debe su título a un poema de Sohrab Sepehri.
Fue la primera película de Kiarostami que ganó atención internacional, y la primera parte de la llamada Trilogía de Koker, seguida de Y la vida continúa y A través de los olivos, todas dirigidas por Kiarostami y filmadas en la villa de Koker, en la provincia de Guilán. En ella se retratan las creencias tradicionales de la población rural iraní. Se encuentra entre los primeros diez puestos de la lista del BFI de Las 50 películas que deberías ver a los 14 años.

## Sinopsis
Cuando Ahmed, un estudiante aplicado, se prepara para realizar su tarea, se da cuenta de que se llevó por error el cuaderno de ejercicios de su compañero de clase, Mohammad Reza, a quien el maestro ha amenazado con expulsar si vuelve a fallar en sus deberes. Ahmed se va a un pueblo vecino para buscar la casa de su compañero, y tras varios eventos no logra encontrarla, por lo que decide hacer la tarea de su compañero, la cual es calificada por el maestro como excelente.

## Reparto
| Actor              | Personaje               |
| ------------------ | ----------------------- |
| Babek Ahmed Poor   | Ahmed                   |
| Ahmed Ahmed Poor   | Mohamed Reda Nematzadeh |
| Kheda Barech Defai | Profesor                |
| Iran Outari        | Madre                   |
| Ait Ansari         | Padre                   |

## Comentarios
El cineasta Bahman Ghobadi dijo «siempre tengo esta película en mente por la profunda perspectiva del director en la realización de películas y la extraña y distintiva estructura de la misma».
Jonathan Rosenbaum escribió que posiblemente Kiarostami es el más grande director vivo, y dijo que su trilogía de películas eran «prolongadas meditaciones sobre paisajes singulares y sobre la forma en que vive la gente ordinaria; búsquedas obsesivas que se vuelven contornos de parábolas; densas indagaciones que levantan más preguntas que las que responden; y cómicos, así como cósmicos poemas sobre lidiar con desastres personales e impersonales. Hablan del descubrimiento y valoración de lo que hay en el mundo, incluyendo cosas que no podemos entender».

## Fuente
- Mike Lorefice. Khane-ye doust kodjast?. 16 de agosto de 2006. metalasylum.com. Consultado el 15 de enero de 2020.